# لاري مارشال (مغني)
لاري مارشال (بالإنجليزية: Larry Marshall)‏ هو مغني جامايكي، ولد في 17 ديسمبر 1941 في Lawrence Park ‏، وتوفي في 24 أغسطس 2017 في ميامي في الولايات المتحدة.

## وصلات خارجية
- لاري مارشال على موقع ميوزك برينز (الإنجليزية)
- لاري مارشال على موقع أول ميوزيك (الإنجليزية)
- لاري مارشال على موقع ديسكوغز (الإنجليزية)